# Vismarkt (Stad Luxemburg)
De Vismarkt (Luxemburgs: Fëschmaart, Frans: Marché-aux-Poissons) is een plein in de Ville-Haute, tussen de Rue Sigefroi, de Passage Gëlle-Klack en de Rue Wiltheim in het centrum van de Luxemburgse stad Luxemburg.
De Vismarkt is een van de oudste delen van de stad, vlak bij de burcht van de graven van Luxemburg en de Alzette. In 963 werd graaf Siegfried met de burcht beleend. Oorspronkelijk werd de plek gewoon markt genoemd, later heet het deel bij de Sint-Michielskerk Oude Markt en bij de -inmiddels gesloopte- Sint-Nicolaasplek Nieuwe Markt. Eind 17e eeuw werd de eerste kaas- en vismarkt hier gehouden.
De Vismarkt was vroeger de plaats waar terechtstellingen van veroordeelde criminelen werden uitgevoerd, tot 1879 stond hier de galg en tot 1890 werden er gerechtelijke uitspraken gepubliceerd.

## Gebouwen aan en rond de Vismarkt
- Musée national d'archéologie, d'histoire et d'art
- Sint-Michielskerk
- Clinique Saint-Joseph
- Clinique Saint-François
- Raad van State

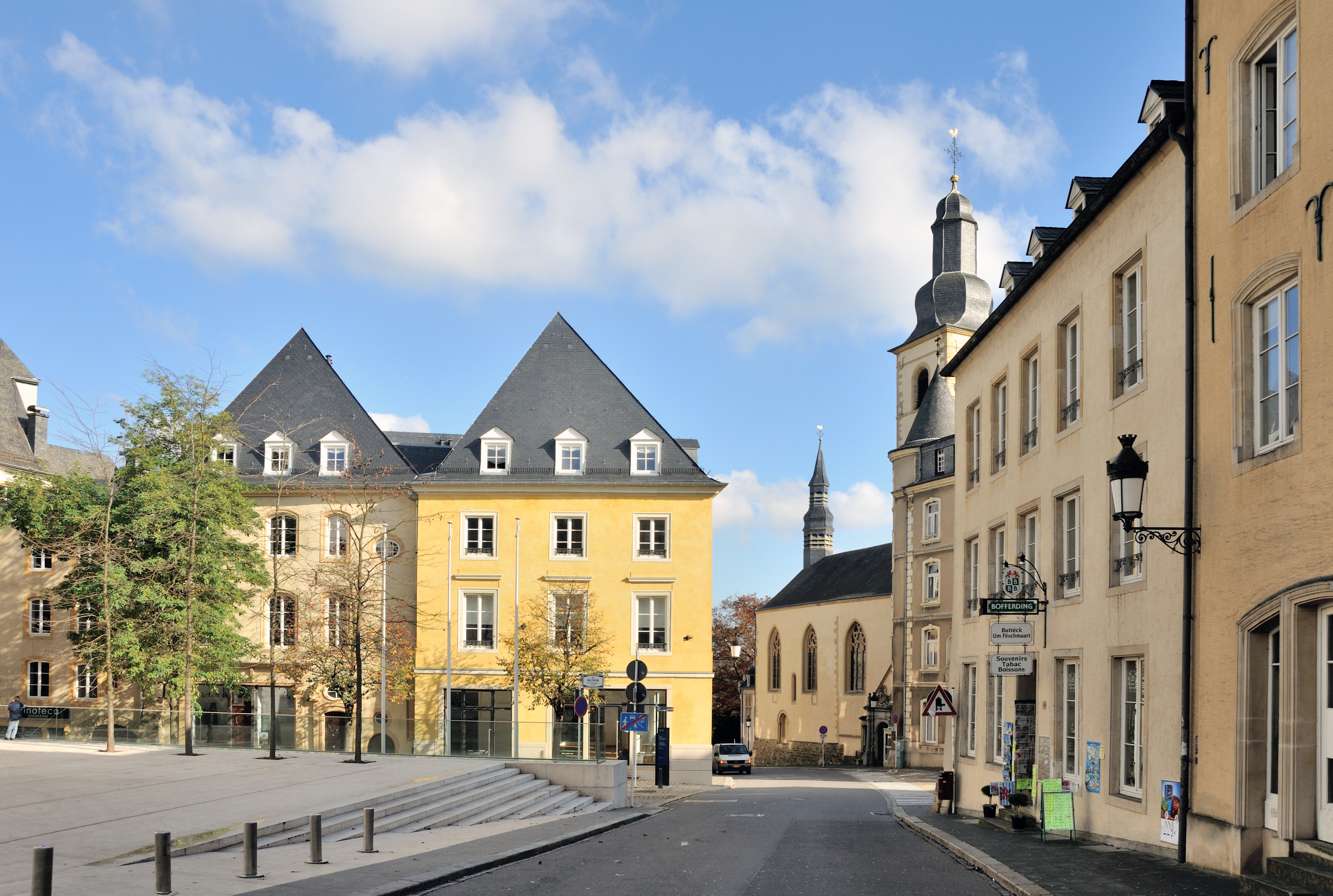
Zicht op de Vismarkt
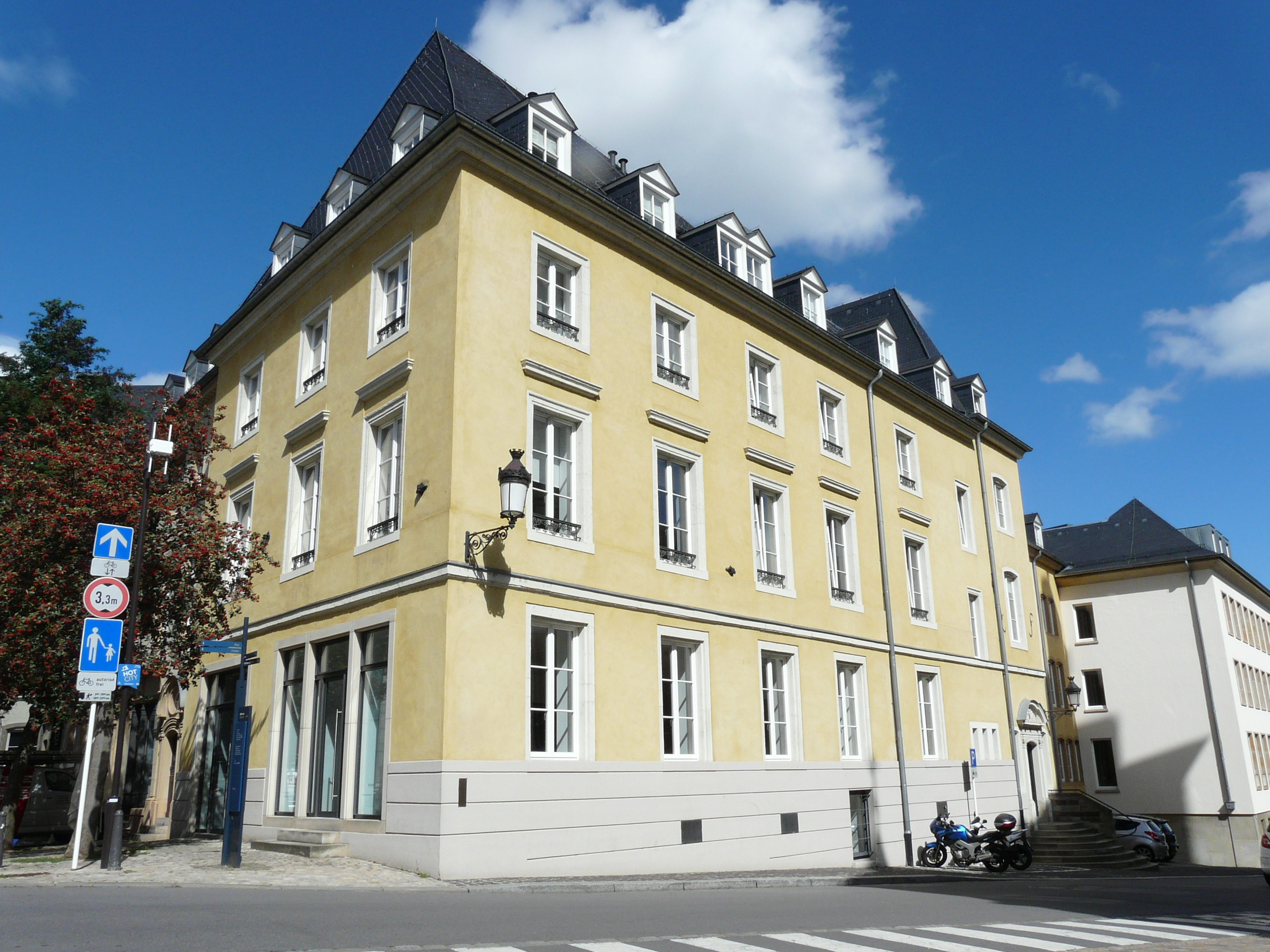
Clinique Saint-Joseph
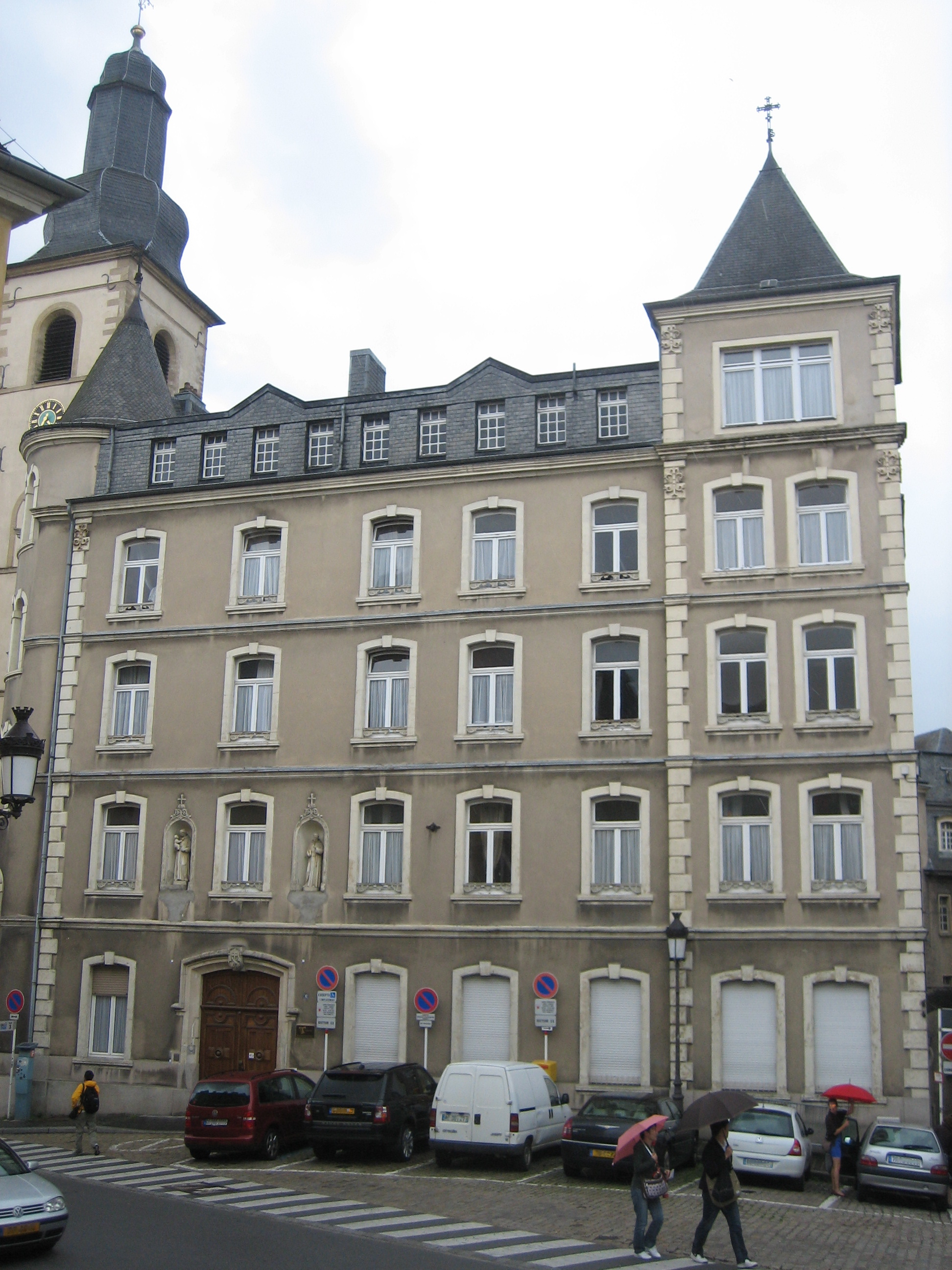
Clinique Saint-François
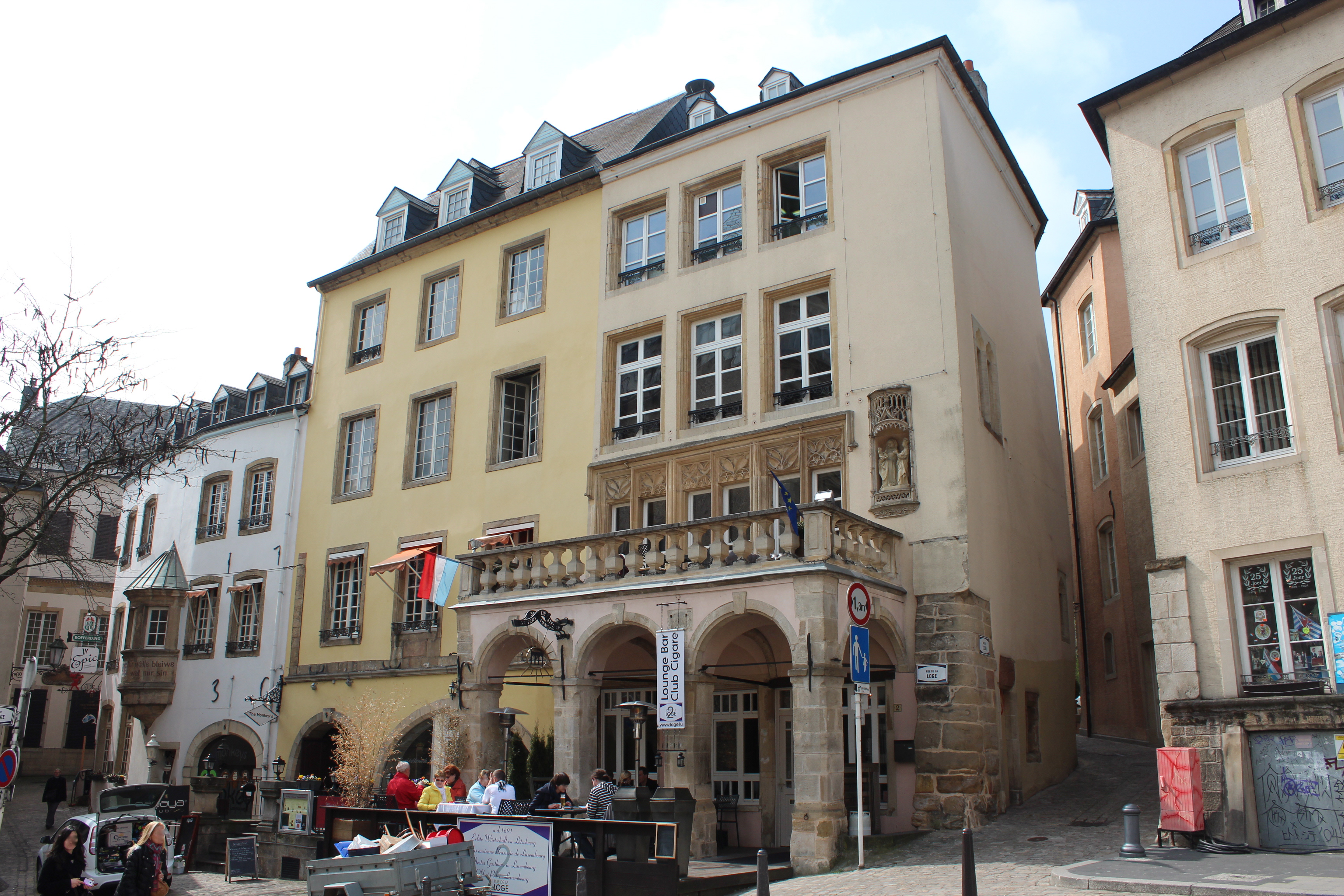
Huis Ënnert de stäiler